# Gabriele Ferzetti
Gabriele Ferzetti, nascido Pasquale Ferzetti; (Roma, 17 de março de 1925 — Roma, 2 de dezembro de 2015) foi um ator italiano. Natural de Roma, já apareceu em mais de 160 filmes e programas de televisão.